# Weihnachtszyklus der Kruzianer
Der Weihnachtszyklus der Kruzianer (RMWV 2) ist ein weltlich-geistlicher Chorzyklus des Dresdner Kreuzkantors Rudolf Mauersberger.  Das Werk ist für Soli und unterschiedlich besetzten Chor a cappella beziehungsweise Klavier komponiert.

## Entstehungsgeschichte und Texte

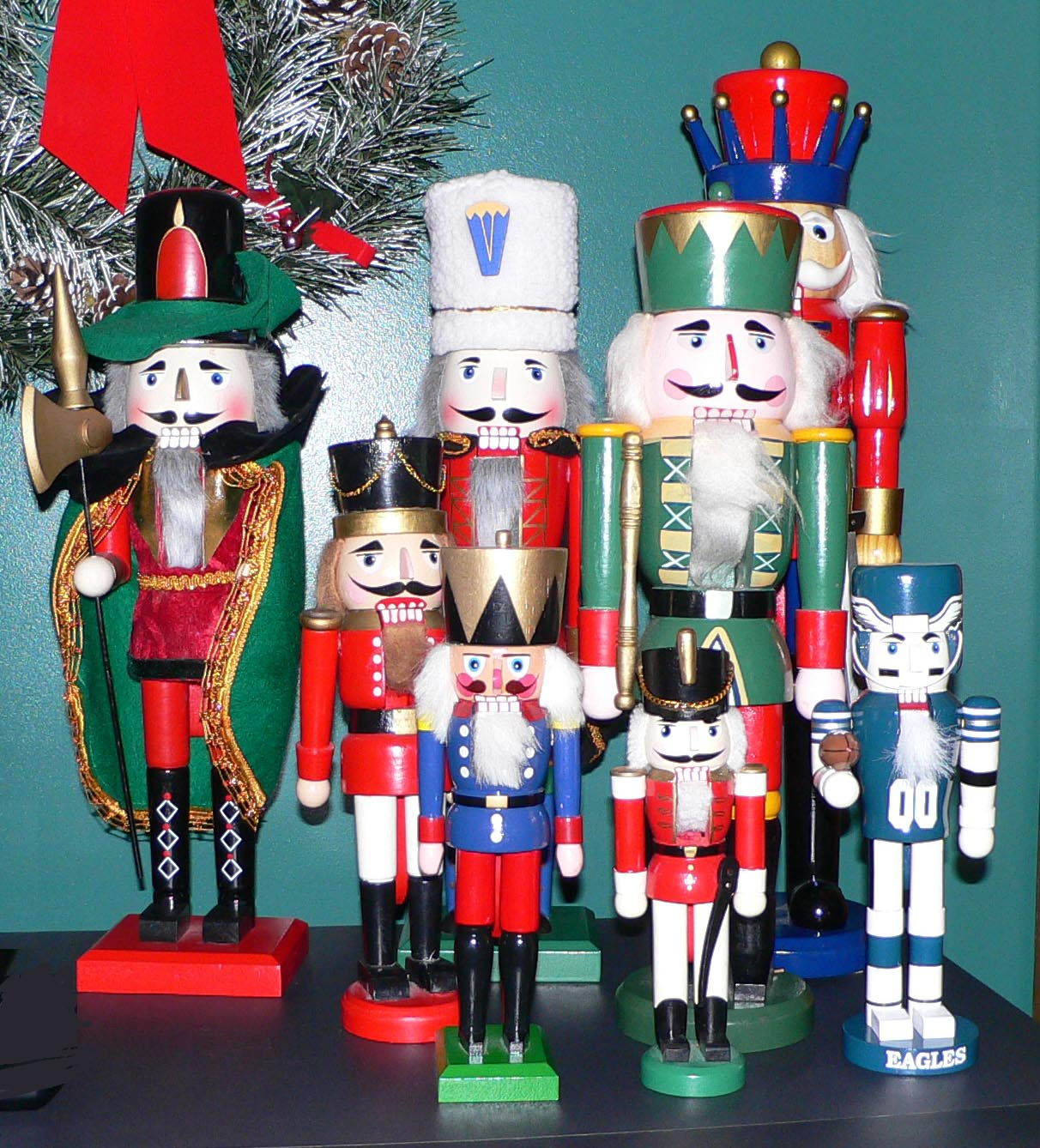
Nussknacker

Mauersberger komponierte den Zyklus 1944 im letzten Kriegsjahr des Zweiten Weltkrieges, bis 1946 fügte er noch weitere Teile hinzu.
Anlass für die Komposition war die Auslagerung von Mauersbergers großer Sammlung erzgebirgischer Schnitzereien sowie des Modells vom Dorf Mauersberg aus der Wohnung in der Johann-Georgen-Allee in Dresden während der letzten Kriegsmonate. Dabei wurde Mauersberger nach eigener Aussage so schwer ums Herz, dass das Bedürfnis entstand, sich mit den heimatlichen Bräuchen, Erzählungen und Liedern zum Weihnachtsgeschehen zu beschäftigen. In der Folge entstanden die drei Teile des Zyklus. So vertonte Mauersberger im ersten Teil die erzgebirgische Legende Der kleine Melchior und das Weihnachtskind (RMWV 2/4). Im zweiten Teil beschrieb er unter anderem musikalisch den Nussknacker und den Räucherkerzelmann. Diese  Stücke wurden heiter in Musik gesetzt. In Teil 3 bringt er eine Christmette in frohem und ernstem Licht. Der Musikwissenschaftler Matthias Herrmann sieht in den geschaffenen Stücken Inseln, ... [die für Mauersberger] ... eine unverrückbare heile Welt bedeuteten, unabhängig von äußeren Gegebenheiten.
Alle Texte, außer Nr. 13, stammen aus dem Goldenen Weihnachtsbuch des erzgebirgischen Heimatdichters Kurt Arnold Findeisen, Die Nussknackerkompagnie (Nr. 13) stammt von Kurt Lohmeyer.

## Struktur
Der Aufbau folgt dem Rudolf-Mauersberger-Werke-Verzeichnis. Das Verzeichnis orientiert sich bei der Reihenfolge der Stücke an Programmblättern von Aufführungen des Dresdner Kreuzchores am 22. Dezember 1953 und am 12. Dezember 1970.
| RMWV 2                                               | Werktitel                                                                         | Bemerkungen                  | Besetzung | Autograph                                                    |
| ---------------------------------------------------- | --------------------------------------------------------------------------------- | ---------------------------- | --- | ------------------------------------------------------------ |
| Teil I. Kinderweihnacht aus vergangener Zeit         |                                                                                   |                              | |                                                              |
| Drei heitere Stücke aus den Kinderszenen (Nr. 2/1–3) |                                                                                   |                              | |                                                              |
| 1                                                    | Kurrendesänger: Wir ziehen durch die Straßen                                      | auch RMWV 3/1                | dreistimmiger Knabenchor |                                                              |
| 2                                                    | Striezelmarktkinder: Pflaumentoffel, Hampelmänner!                                | 2. Fassung auch als RMWV 3/2 | 1. Fassung für zwei Knabensolostimmen 2. Fassung für zwei Knabensolostimmen und Klavier                                                           |                                                              |
| 3                                                    | Ausverkauf wegen Geschäftsaufgabe                                                 | 2. Fassung auch als RMWV 3/3 | 1. Fassung für zwei Knabensolostimmen und dreistimmigen Knabenchor 2. Fassung für zwei Knabensolostimmen und dreistimmigen Knabenchor und Klavier |                                                              |
| 4                                                    | Der kleine Melchior und das Weihnachtskind: Zu Schneeberg in Sankt Wolfgangs Raum |                              | für 4-8-stimmigen gemischten Chor, Knabensolostimmen und Klavier                                                                                  | 1945–46/ Weihnacht 1945 – 7. Jan. 1946                       |
| Teil II. Aufzug der Spielzeuggestalten               |                                                                                   |                              | |                                                              |
| 5                                                    | Eine kleine Holzfigur als Ansagerin: Das Spielzeug aus dem Seiffner Land          |                              | für 4-8-stimmigen gemischten Chor |                                                              |
| 6                                                    | Bergmann und Engel: Der Bergmann spricht Der Engel spricht                        |                              | für vierstimmigen Männerchor und Knabensolostimme (Bergmann) für vierstimmigen Knabenchor und zwei Knabensolostimmen (Engel)                      | 1944/ Febr. 44                                               |
| 7                                                    | Der Räucherkerzelmann: Du denkst, er schmauche Tabak                              |                              | für 4-5-stimmigen gemischten Chor | 1944/ Febr. 44                                               |
| 8                                                    | Der Nussknacker: Ich hab' schon manche Nuss gepackt                               | 2. Fassung auch als RMWV 3/4 | 1. Fassung für 5-6-stimmigen gemischten Chor 2. Fassung für 5-6-stimmigen gemischten Chor und Klavier                                             | 1. Fassung 1944/ März 1944                                   |
| 9                                                    | Der Zappelmann: Zieht einer meinen Strick                                         | 2. Fassung auch als RMWV 3/5 | 1. Fassung für 4-5-stimmigen gemischten Chor 2. Fassung für 4-5-stimmigen gemischten Chor und Klavier                                             | 1. Fassung 1944/ März 1944                                   |
| 10                                                   | Vor einer kleinen Reitschule: Vier kleine Reiter aus Holz                         |                              | 1. Fassung für vierstimmigen Männerchor 2. Fassung für vierstimmigen gemischten Chor und Klavier                                                  | 1. Fassung 1944/ Febr. 1944                                  |
| 11                                                   | Pflaumentoffel: An Toffeln ist keine Mangel im vielgeliebten deutschen Reich      |                              | für 4-8-stimmigen gemischten Chor | 1944/ März 1944                                              |
| 12                                                   | Parade der Holzsoldaten: Links, rechts, Bärenmützen, Schnurrbartspitzen           |                              | 1. Fassung für vierstimmigen Knabenchor 2. Fassung für vierstimmigen gemischten Chor                                                              | 1. Fassung 1944/ Febr. 1944                                  |
| 13                                                   | Marsch der Weihnachtspuppen: Die Nussknackerkompagnie                             |                              | für 4-6-stimmigen gemischten Chor | 1944                                                         |
| 14                                                   | Bringt in Gang die Pyramide                                                       | 2. Fassung auch als RMWV 3/6 | 1. Fassung für 4-8-stimmigen gemischten Chor 2. Fassung für 4-8-stimmigen gemischten Chor, Klavier und Celesta ad libitum                         | 1. Fassung Autograph verschollen 2. Fassung 1944/ Febr. 1944 |
| Teil III. Christmette in frohem und ernstem Licht    |                                                                                   |                              | |                                                              |
| 15                                                   | Die alte Klöpplerin: Sie sitzt im Zwielicht spät an ihrem Tag                     |                              | für 4-8-stimmigen gemischten Chor | 1944/ Weihnacht 1944                                         |
| 16                                                   | Mettengang: Wenn ich mit meiner Christlatern früh in die Messe geh                |                              | für vierstimmigen gemischten Chor | 1944/ Jan. 1944                                              |
| 17                                                   | Bornkindel: Bornkindel in der Kirche steht                                        |                              | für 4-6-stimmigen gemischten Chor | 1944/ Weihnachtstage 1944                                    |
| 18                                                   | Die Christmette der Toten: Sie saß am Heiligen Abend wie in einem Nest            |                              | für zwei gemischte Chöre und Klavier | 1945/ Weihnacht 1945, beendet: 29. Dez. 45 in Mauersberg     |
| 19                                                   | Krippe im Schnee: Sang die kleine Orgel leise                                     |                              | für 4-6-stimmigen gemischten Chor | 1944/ Febr. 1944                                             |
| 20                                                   | Krippenlicht: Wenn wir aus der Mette kommen                                       |                              | für 4-8-stimmigen gemischten Chor | 1944/ Febr. 1944                                             |
| 21                                                   | Anrufung zum Beschluss: Alter Armut Mettenlicht                                   |                              | für zwei gemischte Chöre (Hauptchor: 4-6-stimmig, Fernchor: vierstimmig)                                                                          | 1946                                                         |

## RMWV 3 – Kleiner Dresdner Weihnachtszyklus
Der Kleine Dresdner Weihnachtszyklus (RMWV 3) wurde 1950/1951 aus sechs Stücken des Weihnachtszyklus zusammengestellt. Das Stück ist für zwei Solostimmen, Knaben- und Frauenchor, gemischten Chor und Klavier komponiert. Die Texte stammen durchgehend von Kurt Arnold Findeisen.

### Struktur
| RMWV 3 | Werktitel                                           | Besetzung                                                           |
| ------ | --------------------------------------------------- | ------------------------------------------------------------------- |
| 1      | Kurrendesänger: Wir ziehen durch die Straßen        | dreistimmiger Knabenchor                                            |
| 2      | Striezelmarktkinder: Pflaumentoffel, Hampelmänner!  | für zwei Knabensolostimmen und Klavier                              |
| 3      | Ausverkauf wegen Geschäftsaufgabe                   | für zwei Knabensolostimmen und dreistimmigen Knabenchor und Klavier |
| 4      | Der Nussknacker: Ich hab' schon manche Nuss gepackt | für 5-6-stimmigen gemischten Chor und Klavier                       |
| 5      | Der Zappelmann: Zieht einer meinen Strick           | für 4-5-stimmigen gemischten Chor und Klavier                       |
| 6      | Bringt in Gang die Pyramide                         | für 4-8-stimmigen gemischten Chor, Klavier und Celesta ad libitum   |